# Cochemiea insularis
Cochemiea insularis ist eine Pflanzenart aus der Gattung der Cochemiea in der Familie der Kakteengewächse (Cactaceae). Das Artepitheton insularis verweist auf das Vorkommen der Art auf einer Insel.

## Beschreibung
Cochemiea insularis wächst zuweilen einzeln aber meist Gruppen bildend. Die abgeflachten meist kugeligen, blaugrünen Pflanzenkörper werden bis zu 6 Zentimeter hoch und 5 Zentimeter im Durchmesser groß. Die Wurzeln sind fleischig. Die einzelnen Warzen sind konisch geformt und ohne Milchsaft. Die Axillen sind nackt oder mit wenigen Borsten bewollt. Der gehakte Mitteldorn hat eine braune Spitze und wird 1 Zentimeter lang. Die 20 bis 30 Randdornen sind nadelig weiß und bis zu 0,5 Zentimeter groß.
Die 1,5 bis 2,5 Zentimeter großen trichterigen Blüten sind hellrosa. Die bis zu 1 Zentimeter großen Früchte sind keulig und orangerot gefärbt. Die Samen sind schwarz.

## Verbreitung, Systematik und Gefährdung
Cochemiea insularis ist in dem mexikanischen Bundesstaat Baja California auf den Inseln und dem Festland nahe Bahía de los Ángeles verbreitet.
Die Erstbeschreibung als Mammillaria insularis erfolgte 1938 durch Howard Elliott Gates. Peter B. Breslin und Lucas C. Majure stellten die Art 2021 in die Gattung Cochemiea. Weitere nomenklatorische Synonyme sind Ebnerella insularis (H.E.Gates) Buxb. (1951), Chilita insularis (H.E.Gates) Buxb. (1954), Neomammillaria insularis (H.E.Gates) Y.Itô (1981) und Bartschella insularis (H.E.Gates) Doweld (2000).
In der Roten Liste gefährdeter Arten der IUCN wird die Art als „Least Concern (LC)“, d. h. als nicht gefährdet geführt.

## Nachweise